# Маельйо
Маельйо (ісп. Maello) — муніципалітет в Іспанії, у складі автономної спільноти Кастилія-і-Леон, у провінції Авіла. Населення — 714 осіб (2010).
Муніципалітет розташований на відстані близько 80 км на північний захід від Мадрида, 23 км на північний схід від Авіли.
На території муніципалітету розташовані такі населені пункти: (дані про населення за 2010 рік)
- Маельйо: 439 осіб
- Кото-де-Пуенте-В'єхо: 103 особи
- Дееса-де-Панкорбо: 50 осіб
- Ла-Фонтанілья: 60 осіб
- Ель-Монте: 11 осіб
- Пінар-де-Пуенте-В'єхо: 29 осіб
- Прадо-Енсінас: 22 особи

## Демографія
Динаміка населення (INE ):